# Užice (nádraží)

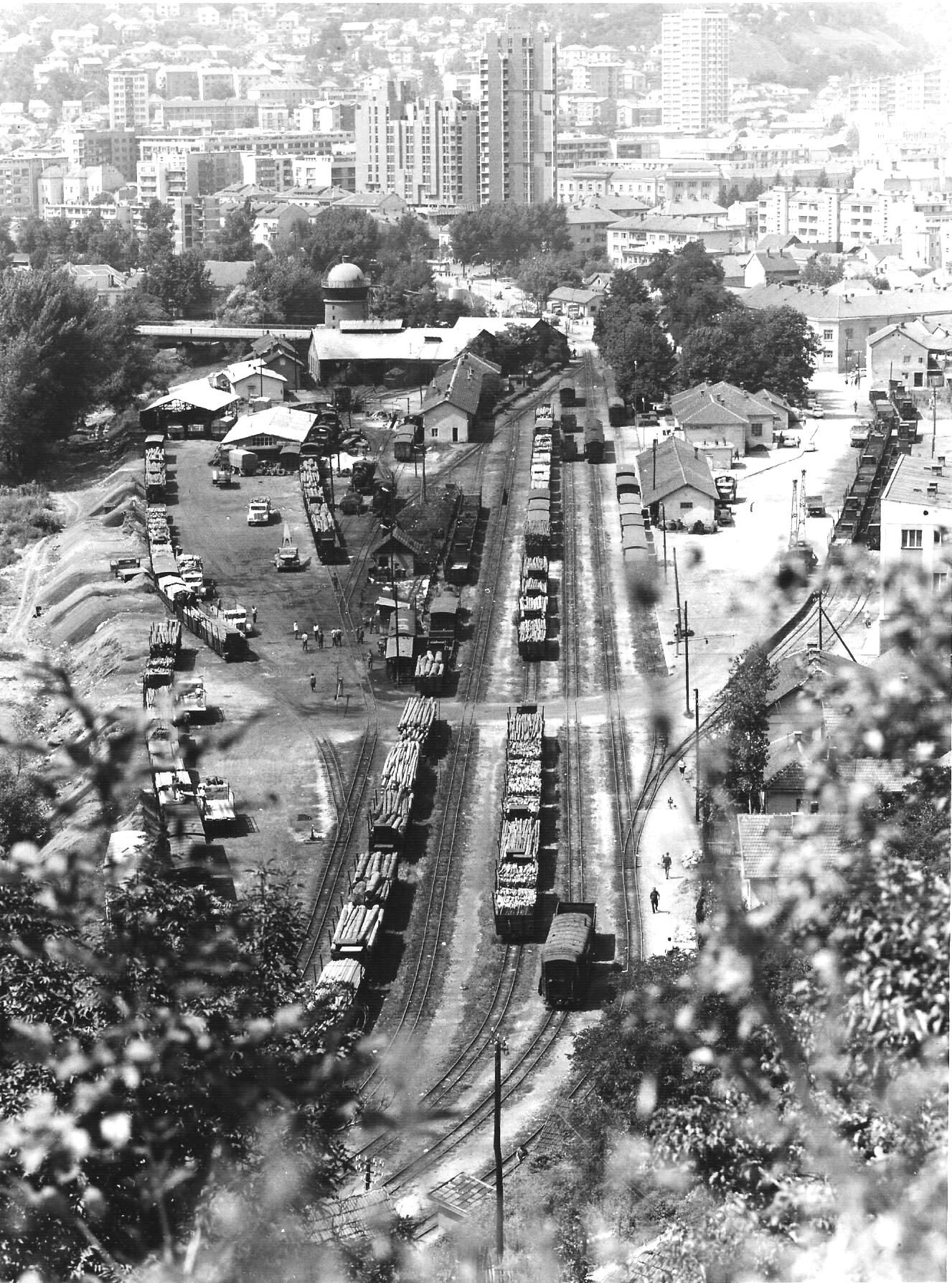
Nádraží bývalé úzkorozchodné dráhy v roce 1970

Užice (v srbské cyrilici Ужице) je železniční stanice v Užici. Leží na trati Bělehrad–Bar. Pro toto západosrbské město se jedná o jediné nádraží, které ho dopravně obsluhuje. Jeho adresa je Mihajla Pupina 3, nachází se blízko centra města.
Nádraží bylo vybudováno v údolí řeky Đetinji, jeho dvě nástupiště a tři koleje se nacházejí v oblouku.

## Historie
Nádraží bylo nejprve součástí úzkorozchodné trati Stalać-Užice, která byla zprovozněna v roce 1912. Již v průběhu 50. let však bylo původní nádraží značně nedostačující pro potřeby osobní i nákladní dopravy; Užici chybělo nákladové nádraží (později bylo vybudováno nové, dále od středu města) a původní nádraží mělo velmi špatné dopravní napojení na zbytek města. Docházelo k častému přetěžování silničních komunikací v jeho blízkosti.
V 70. letech 20. století bylo v souvislosti s výstavbou trati z Bělehradu do Baru kompletně přemístěno. Nové nádraží, které bylo dokončeno roku 1975, se nachází blíže centru města na druhém břehu řeky Đetinja. Původní historickou budovu nahradila nová stavba od architekta Stanka Mandiće, kombinovaná s autobusovým nádražím. To bylo dokončeno v roce 1991, těsně před rozpadem Jugoslávie. a patřilo mezi nejmodernější stavby svého druhu v zemi.
Původní staniční budova zůstala dochována; zůstala před ní historická parní lokomotiva. Prostor kolejiště byl využit pro stavbu nové silnice.